# Limnophila (Limnophila) jordanica
Limnophila (Limnophila) jordanica is een tweevleugelige uit de familie steltmuggen (Limoniidae). De soort komt voor in het Neotropisch gebied.